# Suite française (Poulenc)
La Suite Française d'apres Claude Gervaise (FP 80) è una composizione di Francis Poulenc scritta nel 1935 per l'opera teatrale in due atti “La Reine Margot” (FP 78) di Édouard Bourdet (al quale la suite è dedicata). Si basa sulla trascrizione e parziale rielaborazione di sei delle danze rinascimentali del compositore rinascimentale francese Claude Gervaise raccolte nel suo “Livre des Danceries” (1545): Bransle de Champainge, Pavane, Petite Marche Militaire, Bransle de Bourgogne, Sicilienne e Carillon.

## Caratteristiche
Bourdet affidò la composizione della musica per la sua opera a Georges Auric, amico di Poulenc dall'epoca del Gruppo dei Sei, che scrisse la chanson “Printemps” per il I atto; e a Poulenc che, su suggerimento di Nadia Boulanger, trascrisse e completò in stile post-impressionista, le danze di Gervaise per il II atto della piéce. Il movimento numero IV, Complainte, è l'unico scritto interamente da Poulenc, ma imita perfettamente lo stile rinascimentale ed è usato come introduzione per il Bransle de Bourgogne. Il lavoro divenne molto famoso nello stesso anno con la pubblicazione della versione per pianoforte, redatta dallo stesso autore; la pubblicazione della partitura per ensemble risale invece al 1948.

## Movimenti
1. Bransle de Bourgogne
2. Pavane
3. Petite Marche Militaire
4. Complainte
5. Bransle de Champagne
6. Sicilienne
7. Carillon

## Stile
Poulenc all'epoca era reduce dal grande successo del Concerto per due pianoforti e orchestra in Re minore (1932) e, ideologicamente, non ancora troppo lontano dal pensiero che lo aveva aggregato il Gruppo dei Sei nei primi anni '20. Jean Cocteau dettò in “Il Gallo e l'Arlecchino”, il manifesto che fondò questo gruppo, una serie di concetti che si possono ancora ritrovare in questa suite, posteriore di 15 anni: un ritorno alla semplicità formale e stilistica, dopo la complessità debussiana o il wagnerismo tedesco, vissuta nella chiarezza della sonorità e dell'armonia; la passione per il modernismo e la contemporaneità, verso una nuova concezione del quotidiano e del tecnologico (che, perché no, può essere applicato anche all'arte); l'ampiezza dei concetti e la polisemia dell'arte, da cui discendono il concetto di cubismo (Picasso, Braque ecc.) nella pittura, e di simultaneismo in generale nell'arte e anche in musica; una musica che riconduca a qualcosa di utile sia in senso conoscitivo che in senso percettivo, cioè che insegni ed emozioni allo stesso tempo. In sintesi, come diceva Cocteau  “compito dell'arte è di afferrare il senso del tempo ed attingere, nella visione di quest'essenzialità pratica, un antidoto contro la bellezza dell'inutile, che a sua volta incoraggia il superfluo".
A tutto ciò si aggiunga la commissione di Bourdet, che voleva della musica antica per commentare la piéce teatrale dedicata alla regina Margherita di Francia (costruita sulla figura di Yvonne Printemps, che recitò la parte nella prima esecuzione), vissuta ad una generazione di distanza dalla musica di Gervaise e quindi della musica che guardasse sì al passato remoto del soggetto ma anche al pubblico del teatro contemporaneo.

## Arrangiamenti
La suite fu pensata in un primo momento per solo pianoforte (FP78) ma in seguito, proprio in vista di un'esecuzione teatrale venne affidata all'organico di un ensemble di fiati più percussioni e cembalo (FP80) e, successivamente (nel 1953), arrangiata per violoncello e pianoforte. Quest'ultima versione è dedicata al violoncellista francese Pierre Fournier.

## La prima esecuzione
La prima rappresentazione si ebbe al Teatro Marigny di Parigi il 26 novembre 1935 e vide l'esordio sulle scene dell'allora undicenne Charles Aznavour. Di questa recita Colette ebbe a scrivere:
(Colette)